# Yongding He
Der Yongding He (chinesisch 永定河, Pinyin Yǒngdìng Hé, W.-G. Yung-ting Ho) ist der größte Fluss in Peking und der größte Nebenfluss des Hai He in China. 
Seine Gesamtlänge beträgt 650 km. Er entspringt im Gebirge Guancen Shan 管涔山 im Kreis Ningwu 宁武县 im Norden der Provinz Shanxi, fließt durch die Innere Mongolei, Hebei sowie die Gebiete der regierungsunmittelbaren Städte Peking und Tianjin. 
Zu seinem Flussnetz gehören die Flüsse Sanggan He 桑干河, Yang He 洋河, Qingshui He 清水河 (Zhangjiakou) und Shuiding Xinhe 永定新河.